# Хшановски окръг
Хшановски окръг (на полски: Powiat chrzanowski) е окръг в Южна Полша, Малополско войводство. Заема площ от 371,60 км2. Административен център е град Хшанов.

## География
Окръгът се намира в историческия регион Малополша. Разположен е в северозападната част на войводството.

## Население
Населението на окръга възлиза на 127 848 души (2012 г.). Гъстотата е 344 души/км2.

## Административно деление
Административно окръгът е разделен на 5 общини.
Градско-селски общини:
- Община Алверня
- Община Либьонж
- Община Тшебиня
- Община Хшанов

Селска община:
- Община Бабице

## Фотогалерия
- Алверня
- Хшанов
- Либьонж
- Тшебиня